# 景徳鎮駅
景徳鎮駅（けいとくちんえき）は中華人民共和国江西省景徳鎮市珠山区通站路に位置する中国国鉄南昌鉄路局が管轄する駅である。

## 所属路線
- 中国国鉄

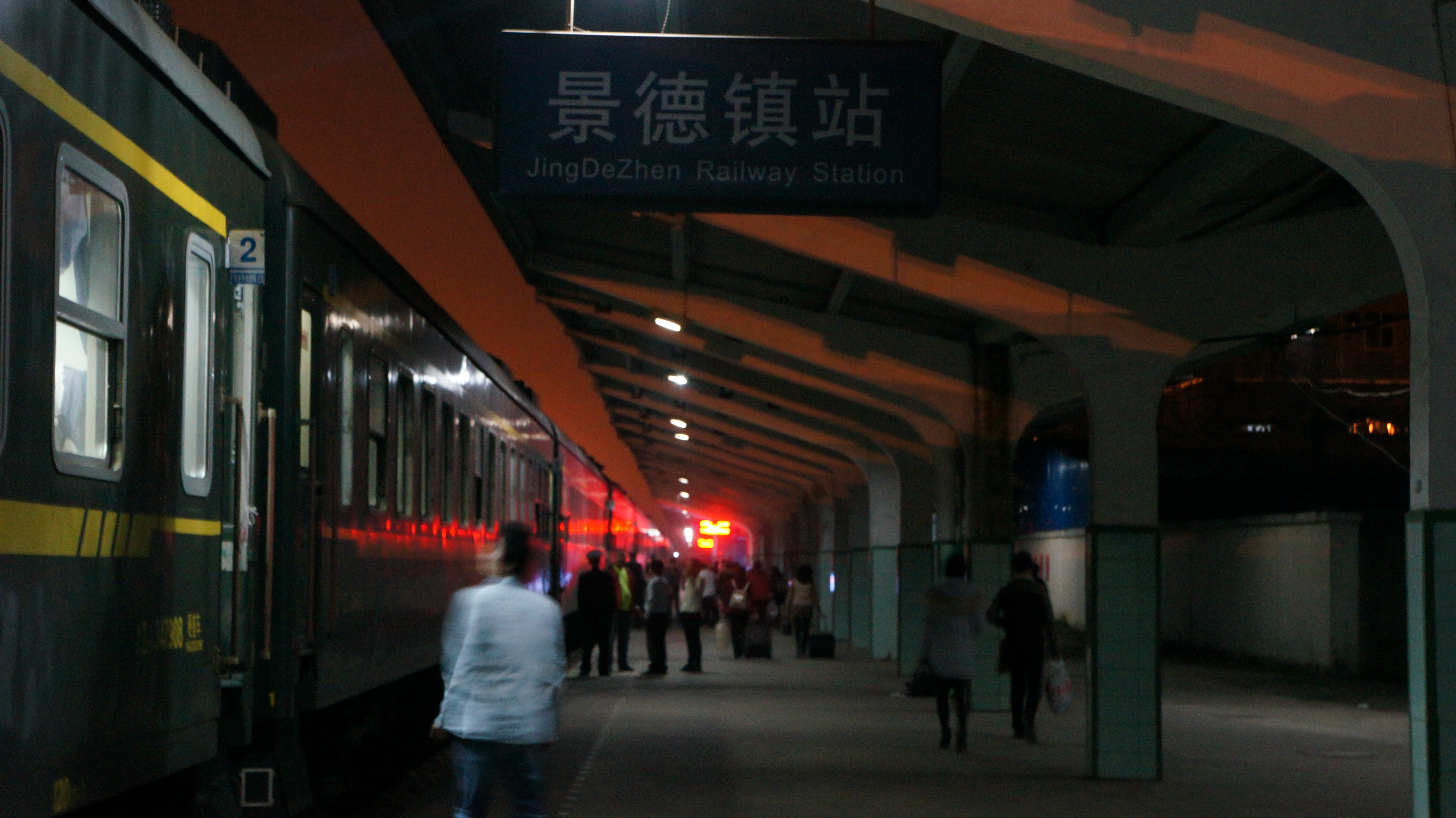
プラットホーム

  - 皖贛線：蕪湖駅起点より413km、貴渓駅まで137km、鷹潭駅まで157km
  - 景徳鎮東線（貨物線）：本駅が起点、景徳鎮東駅終点まで4km[1]

## 駅構造
- 単式ホーム1面、島式ホーム1面の地上駅である。

## 歴史
- 1973年 - 建設された[2]。

## 隣の駅
中国国鉄
皖贛線
浮梁駅 - 景徳鎮駅 - 景徳鎮南駅
景徳鎮東線
景徳鎮駅 - 景徳鎮東駅